# Discografia de Jack Johnson
A discografia do cantor havaiano Jack Johnson inclui sete álbuns de estúdio, dois álbum ao vivo, sete trilhas sonoras, vinte e sete singles lançados. Até a presente data, Johnson já vendeu mais de 15 milhões de álbuns pelo mundo.

## Álbuns de estúdio
| Ano  | Detalhes | Posição nas paradas | Posição nas paradas | Posição nas paradas | Posição nas paradas | Posição nas paradas | Posição nas paradas | Posição nas paradas | Posição nas paradas | Certificação     |
| Ano  | Detalhes | EUA                 | AUS                 | CAN                 | DIN                 | IRL                 | HOL                 | NZ                  | UK                  | Certificação     |
| ---- | --- | ------------------- | ------------------- | ------------------- | ------------------- | ------------------- | ------------------- | ------------------- | ------------------- | ---------------- |
| 2001 | Brushfire Fairytales - Lançamento: 1 de fevereiro 2001 - Gravadora: Enjoy/Universal - Formatos: CD, LP, Download digital                    | 34                  | 13                  | —                   | —                   | 39                  | —                   | 1                   | 36                  | - UK: Ouro       |
| 2003 | On and On - Lançamento: 6 de maio de 2003 - Gravadora: Universal - Formatos: CD, LP, Download digital                                       | 3                   | 2                   | —                   | —                   | 31                  | —                   | 1                   | 30                  | - UK: Platina    |
| 2005 | In Between Dreams - Lançamento: 1 de março de 2005 - Gravadora: Brushfire Records/Universal - Formatos: CD, LP, Download digital            | 2                   | 1                   | 3                   | 14                  | 4                   | 7                   | 1                   | 1                   | - UK: 5× Platina |
| 2008 | Sleep Through the Static - Lançamento: 1 de fevereiro de 2008 - Gravadora: Brushfire Records/Universal - Formatos: CD, LP, Download digital | 1                   | 1                   | 1                   | 5                   | 1                   | 4                   | 1                   | 1                   | - UK: Ouro       |
| 2010 | To the Sea - Lançamento:1 de junho de 2010 - Gravadora: Brushfire Records/Universal - Formatos: CD, LP, Download digital                    | 1                   | 1                   | 1                   | 9                   | 15                  | 8                   | 1                   | 1                   | - UK: Ouro       |
| 2013 | From Here to Now to You - Lançamento:17 de setembro de 2013 - Gravadora: Brushfire Records/Universal - Formatos: CD, download digital       | 1                   | 3                   | 1                   | 9                   | 8                   | 34                  | 3                   | 7                   | - CAN: Ouro      |
| 2017 | All the Light Above It Too - Lançamento:8 de setembro de 2017 - Gravadora: Brushfire Records/Universal - Formatos: CD, download digital     | 5                   | 3                   | 8                   | —                   | —                   | 29                  | 8                   | 46                  | –                |
| 2017 | Meet the Moonlight - Lançamento:24 de junho de 2022 - Gravadora: Brushfire Records/Universal - Formatos: CD, download digital               | 47                  | 70                  | 84                  | —                   | —                   | —                   | —                   | —                   | –                |

## Singles
| Ano  | Canção                          | Melhor posição | Melhor posição | Melhor posição | Melhor posição | Melhor posição | Melhor posição | Melhor posição | Melhor posição | Álbum                                                  |
| Ano  | Canção                          | EUA            | AUS            | AUT            | CAN            | ALE            | HOL            | NZ             | UK             | Álbum                                                  |
| ---- | ------------------------------- | -------------- | -------------- | -------------- | -------------- | -------------- | -------------- | -------------- | -------------- | ------------------------------------------------------ |
| 2002 | "Flake"                         | 73             | —              | —              | —              | —              | —              | 6              | —              | Brushfire Fairytales                                   |
| 2003 | "The Horizon Has Been Defeated" | —              | 51             | 89             | —              | —              | —              | 43             | —              | On and On                                              |
| 2004 | "Taylor"                        | —              | 27             | —              | —              | —              | —              | 33             | —              | On and On                                              |
| 2005 | "Sitting, Waiting, Wishing"     | 66             | 24             | 51             | —              | 82             | 67             | 25             | 65             | In Between Dreams                                      |
| 2005 | "Good People"                   | —              | —              | —              | —              | —              | 92             | 25             | 50             | In Between Dreams                                      |
| 2005 | "Breakdown"                     | —              | —              | —              | —              | —              | —              | —              | 73             | In Between Dreams                                      |
| 2006 | "Better Together"               | —              | —              | —              | —              | —              | —              | —              | 24             | In Between Dreams                                      |
| 2006 | "Upside Down"                   | 38             | —              | 36             | 9              | 54             | 56             | 22             | 30             | Sing-A-Longs and Lullabies for the Film Curious George |
| 2006 | "Talk of the Town"              | —              | —              | —              | —              | —              | 96             | —              | —              | Sing-A-Longs and Lullabies for the Film Curious George |
| 2007 | "Imagine"                       | 90             | —              | —              | 41             | —              | —              | —              | —              | Instant Karma                                          |
| 2007 | "If I Had Eyes"                 | 47             | —              | 37             | 11             | 67             | 60             | 33             | 60             | Sleep Through the Static                               |
| 2007 | "Hope"                          | —              | —              | —              | —              | —              | —              | —              | —              | Sleep Through the Static                               |
| 2008 | "Sleep Through the Static"      | —              | —              | —              | —              | —              | —              | —              | 150            | Sleep Through the Static                               |
| 2008 | "Go On"                         | —              | —              | —              | —              | —              | —              | —              | —              | Sleep Through the Static                               |
| 2010 | "You and Your Heart"            | 20             | 66             | 21             | 39             | 64             | —              | 30             | 128            | To the Sea                                             |
| 2010 | "At or With Me"                 | —              | —              | —              | —              | —              | —              | —              | —              | To the Sea                                             |
| 2011 | "From the Clouds"               | —              | —              | —              | —              | —              | —              | —              | —              | To the Sea                                             |
| 2011 | "In the Morning"                | 106            | —              | —              | —              | —              | —              | —              | —              | This Warm December: A Brushfire Holiday Vol. 2         |
| 2013 | "I Got You"                     | 88             | 64             | —              | 84             | —              | —              | —              | —              | From Here to Now to You                                |
| 2013 | "Radiate"                       | —              | —              | —              | —              | —              | —              | —              | —              | From Here to Now to You                                |
| 2013 | "Shot Reverse Shot"             | —              | —              | —              | —              | —              | —              | —              | —              | From Here to Now to You                                |
| 2017 | "Fragments"                     | —              | —              | —              | —              | —              | —              | —              | —              | All the Light Above It Too                             |
| 2017 | "My Mind Is for Sale"           | —              | —              | —              | —              | —              | —              | —              | —              | All the Light Above It Too                             |
| 2017 | "Sunsets for Somebody Else"     | —              | —              | —              | —              | —              | —              | —              | —              | All the Light Above It Too                             |
| 2017 | "You Can't Control It"          | —              | —              | —              | —              | —              | —              | —              | —              | All the Light Above It Too                             |
| 2017 | "Big Sur"                       | —              | —              | —              | —              | —              | —              | —              | —              | All the Light Above It Too                             |
| 2018 | "Willie Got Me Stoned"          | —              | —              | —              | —              | —              | —              | —              | —              | All the Light Above It Too                             |
| 2022 | "I Got You"                     | —              | —              | —              | —              | —              | —              | —              | —              | Meet the Moonlight                                     |
| 2022 | "Don't Look Now"                | —              | —              | —              | —              | —              | —              | —              | —              | Meet the Moonlight                                     |

## Trilhas sonoras
| Ano  | Detalhes | Posição nas paradas | Posição nas paradas | Posição nas paradas | Posição nas paradas | Posição nas paradas | Posição nas paradas | Posição nas paradas | Posição nas paradas | Certificação |
| Ano  | Detalhes | EUA                 | AUS                 | CAN                 | DIN                 | IRL                 | HOL                 | NZ                  | UK                  | Certificação |
| ---- | --- | ------------------- | ------------------- | ------------------- | ------------------- | ------------------- | ------------------- | ------------------- | ------------------- | ------------ |
| 2006 | Sing-A-Longs and Lullabies for the Film Curious George - Lançamento: 7 de fevereiro de 2006 - Gravadora: Brushfire Records/Universal - Formatos: CD, Download digital | 1                   | 1                   | 1                   | —                   | —                   | 9                   | 1                   | 15                  | - UK: Ouro   |

## Álbuns ao vivo
| Ano  | Detalhes | Posição nas paradas | Posição nas paradas | Posição nas paradas | Posição nas paradas | Posição nas paradas | Posição nas paradas | Certificações |
| Ano  | Detalhes | EUA                 | AUS                 | CAN                 | DIN                 | HOL                 | NZ                  | Certificações |
| ---- | --- | ------------------- | ------------------- | ------------------- | ------------------- | ------------------- | ------------------- | ------------- |
| 2009 | En Concert - Lançamento: 27 de outubro de 2009 - Gravadora: Brushfire Records/Universal - Formatos: CD, download digital                                      | 11                  | 21                  | 9                   | —                   | 34                  | 32                  | - BRA: Ouro   |
| 2012 | Jack Johnson and Friends – Best of Kokua Festival - Lançamento: 17 de abril de 2012 - Gravadora: Brushfire Records/Universal - Formatos: CD, download digital | 12                  | —                   | 15                  | —                   | —                   | —                   | -             |

## Video álbuns
| Ano  | Detalhes | Posição nas paradas | Posição nas paradas | Posição nas paradas | Posição nas paradas | Posição nas paradas | Posição nas paradas | Posição nas paradas | Posição nas paradas | Certificações  |
| Ano  | Detalhes | EUA                 | AUS                 | CAN                 | DIN                 | IRL                 | HOL                 | NZ                  | UK                  | Certificações  |
| ---- | --- | ------------------- | ------------------- | ------------------- | ------------------- | ------------------- | ------------------- | ------------------- | ------------------- | -------------- |
| 2005 | A Weekend at the Greek - Lançamento: 21 de novembro de 2005 - Gravadora: Brushfire Records/Universal - Formatos: DVD, Download digital | —                   | —                   | —                   | —                   | —                   | —                   | —                   | —                   | - BRA: Platina |
| 2005 | Live in Japan - Lançamento: 13 de dezembro de 2005 - Gravadora: Brushfire Records/Universal - Formatos: DVD, Download digital          | —                   | —                   | —                   | —                   | —                   | —                   | —                   | —                   | —              |
| 2009 | En Concert - Lançamento: 27 de outubro de 2009 - Gravadora: Brushfire Records/Universal - Formatos: DVD, Download digital              | —                   | —                   | —                   | —                   | —                   | —                   | —                   | —                   | - BRA: Ouro    |

## Extended plays
| Ano  | Detalhes |
| ---- | --- |
| 2004 | iTunes Originals - Jack Johnson - Lançamento: November 16, 2004 - Gravadora: The Moonshine Conspiracy Records - Formato: Download digital               |
| 2005 | Some Live Songs (com G. Love e Donovan Frankenreiter) - Lançamento: 13 de junho de 2005 - Gravadora: Brushfire Records - Formatos: CD, Download digital |
| 2005 | Sessions@AOL - Lançamento: 2 de agosto de 2005 - Formatos: CD, Download digital                                                                         |

## Álbuns Remix
| Ano  | Detalhes | Posição nas paradas | Posição nas paradas | Posição nas paradas | Posição nas paradas | Posição nas paradas | Posição nas paradas | Posição nas paradas | Posição nas paradas |
| Ano  | Detalhes | EUA                 | AUS                 | CAN                 | DIN                 | IRL                 | HOL                 | NZ                  | UK                  |
| ---- | --- | ------------------- | ------------------- | ------------------- | ------------------- | ------------------- | ------------------- | ------------------- | ------------------- |
| 2008 | Sleep Through the Static: Remixed - Lançamento: 23 de setembro de 2008 - Gravadoras: Brushfire Records/Universal - Formatos: CD, Download digital | —                   | —                   | —                   | —                   | —                   | —                   | —                   | —                   |

## Compilações
- 1999 G. Love & Special Sauce's Philadelphonic – "Rodeo Clowns"
- 2004 G. Love & Special Sauce's The Hustle – "Give it to you"
- 2004 Donavon Frankenreiter – "Free"
- 2004 Handsome Boy Modeling School "White People" – "Breakdown"
- 2005 Look at All the Love We Found – "Badfish"/"Boss DJ"
- 2005 The Black Eyed Peas' Monkey Business – "Gone Going"
- 2005 Animal Liberation Orchestra Fly Between Falls – "Girl I Wanna Lay You Down"
- 2006 G. Love & Special Sauce Lemonade – "Rainbow"
- 2006 Buena Vista Social Club Rhythms del Mundo: Cuba – "Better Together"
- 2007 Instant Karma: The Amnesty International Campaign to Save Darfur – John Lennon "Imagine"